# هیدئو ساکاکی
هیدئو ساکاکی (انگلیسی: Hideo Sakaki؛ زادهٔ ۴ ژوئن ۱۹۷۰) هنرپیشه اهل ژاپن است.
از فیلم‌ها یا برنامه‌های تلویزیونی که وی در آن نقش داشته‌است می‌توان به گل و مار: صفر، آراگامی، جو-آن: کینه و زنده اشاره کرد.